# 柯克斯維爾 (印地安納州)
柯克斯維爾（英語：Kirksville）是位於美國印地安納州門羅縣的一個非建制地區。該地的面積和人口皆未知。